# Lepidophyma occulor
Espèce
Synonymes
- Lepidophyma smithii occulor Smith, 1942

Statut de conservation UICN

 LC  : Préoccupation mineure
Lepidophyma occulor est une espèce de sauriens de la famille des Xantusiidae.

## Répartition
Cette espèce est endémique du Mexique. Elle se rencontre dans les États de San Luis Potosí, d'Hidalgo, du Tamaulipas et du Querétaro.

## Publication originale
- Smith, 1942 : Mexican herpetological miscellany. Proceedings of the United States National Museum, vol. 92, p. 349-395 (texte intégral).